# Œufs au lard
Les œufs au lard, habituellement assimilés aux œufs au bacon sont des œufs entiers et servis avec ou sur du lard cuit.   
Ce ne sont pas des œufs au jambon, bien que cuits et servis de la même façon. Dans l'acception française ou américaine ce ne sont pas des œufs battus (omelette au lard ou œufs brouillés) ce qu'ils peuvent être en Espagne avec les huevos con tocino.  
L'expression s'utilise presque uniquement avec œufs au pluriel.

## Lard et bacon
Bacon, est un mot ancien, pour les uns gréco-romain, pour d'autres germanique. Jean Espagnolle remonte à l'Antiquité: «L'origine de bacon nous est indiquée par Athenée, [ ] il dit qu'on salait le thon dans des barils nommés 6ιξου; mais bicon s'écrivait aussi baxov et būxov; c'est donc le bacon, vaisseau où se faisaient autrefois les salaisons, qui a donné son nom au porc, au poisson salé, à toutes sortes de viandes conservées. Dans la Gascogne, on appelait le porc bacon, c'est-à-dire l'animal qu'on sale. Aujourd'hui encore, dans une foule de provinces, on nomme bacon le lard salé». Bonaventure de Roquefort le tire du latin: «chair de porc, viande séchée à la fumée; en bas latin baco, bacco, Provencal bacou». 
L'usage de bacon (pour porc gras) est attesté dans la langue française médiévale. Le repas baconique des chanoines, les wallonismes bacon de lard, ou bacon d'lard, baconner (diviser en tranches), baconnier = charcuterie. «Bacon est un vieux mot français, qui veut dire : chair de cochon salée. Il a passé dans la langue anglaise, où il signifie lard.» selon Isidore Dory. Le Dictionnaire canadien Sylva Clapin (1894) donne pour bacon «prononcer baikenne, de l'anglais bacon, lard. Échine de porc, fumée et salée. Les Anglais ont dû autrefois emprunter bacon aux Normands, qui à leur tour le faisaient dériver de l'ancien allemand bacho, signifiant dos, échine».    
A. Bautte traduit œufs à la poêle au lard grillé ou frit par eggs and bacon (il classe le Royaume-Uni comme plus gros consommateur d'œufs au monde au moins 4 millions d'œufs par jour en 1906).   

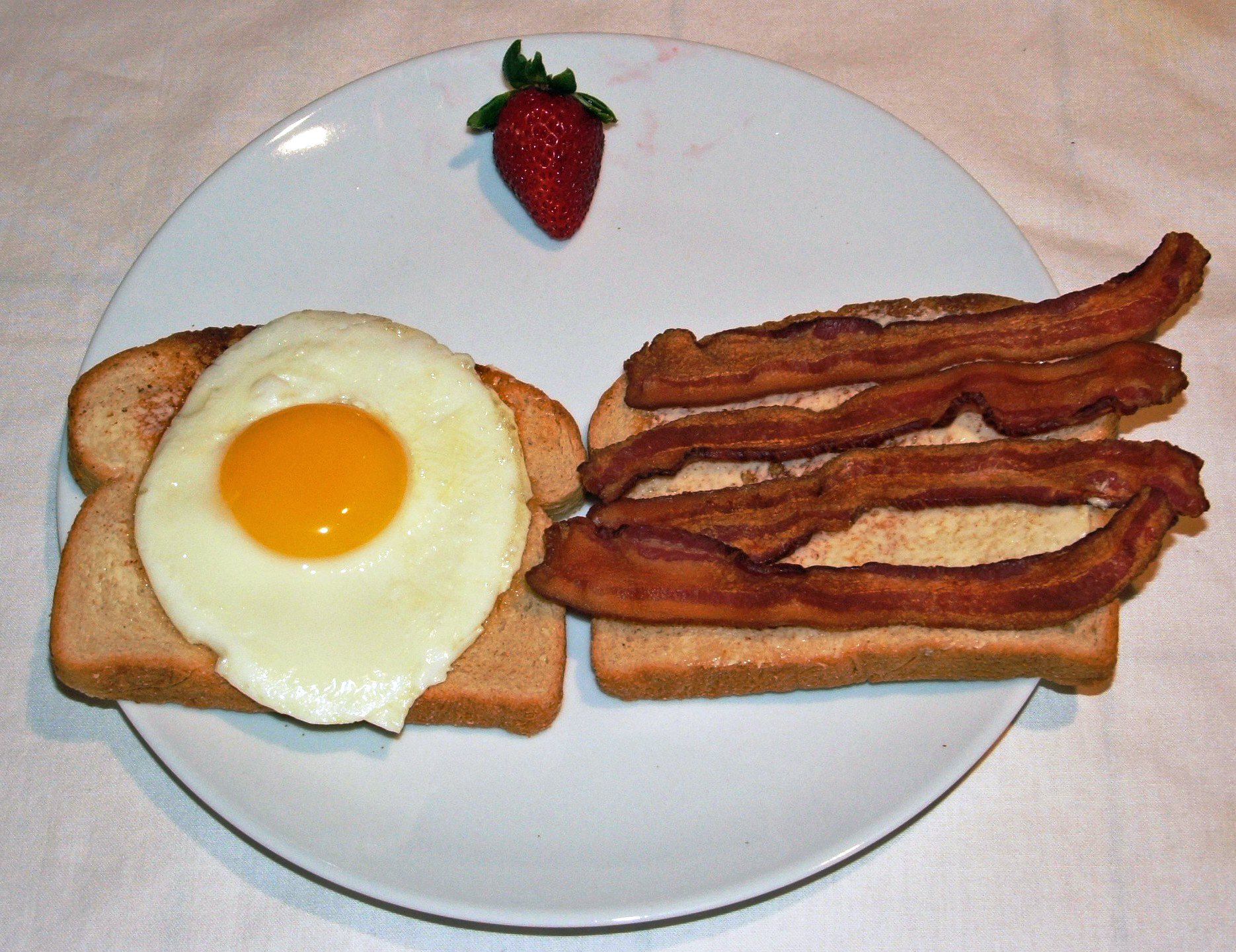
œuf au plat avec bacon.

### Les lards et les bacons
Dans la cuisine anglaise l'usage est au bacon pas trop gras. Larousse traduit l'anglais bacon par lard maigre. Henriette Walter (2020) confirme: bacon français est du lard maigre, en anglais à streaky bacon (entrelardé), alors que bacon anglais est du lard gras, affirmations qui ne correspondent pas à l'iconographie: la grande majorité des photos d'œufs au lard sont au lard maigre ou entrelardé. 
Le manuel du garçon boucher est plus précis: les bacons anglais et danois sont une découpe du dos du porc, avec viande et gras, les bacons américains, canadiens et français utilisent le côté de la poitrine ou le bas de l'épaule (d'autres sources donnent le bacon anglais issu de l'arrière ou du flanc de l'animal). Suit une description des variétés: back bacon, middle, collar bacon, jowl, picnic or cottage bacon, steacky, gammon bacon. Ces bacons sont mi gras-mi maigre. Il décrit ensuite les lards, majoritairement gras souvent zébrés de fines couches de chair: les lardo iberico bellota , la ventrèche ou panceta de cerdo ibérico, le guanciale romain lard demi-gras de joue de porc, il lardo di Colonnata  IGP toscan, Lard d'Arnad. 
Les nuances sont vraisemblablement plus grandes Menage écrit «En Lorraine on appelle bacon le lard fumé», mais beaucoup de Lorrains préféraient le lard salé, d'où querelles et divisions. Le lard sec du Valais IGP est un lard de poitrine demi-gras, semblable d'apparence avec un bacon sec. 

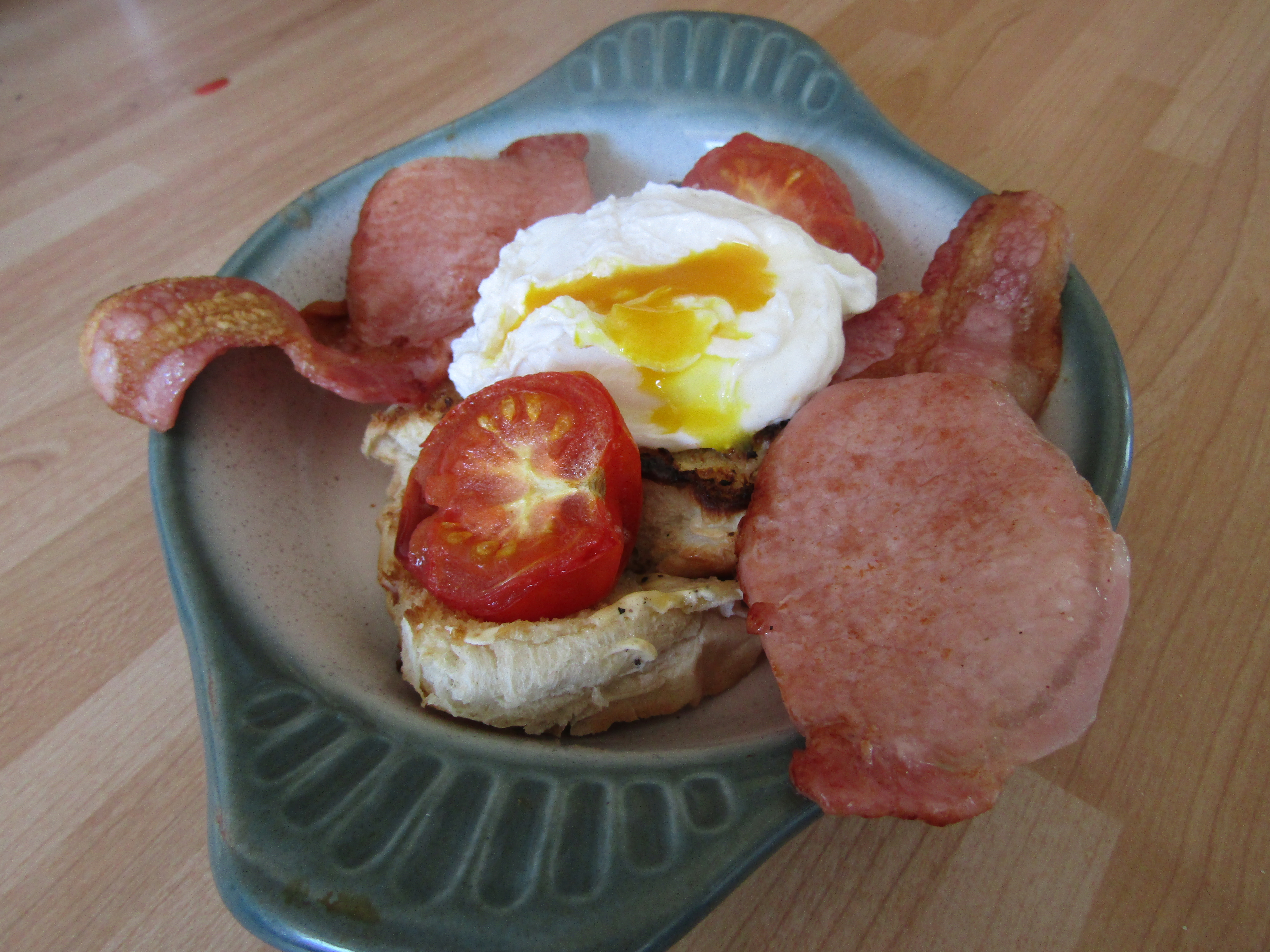
œuf poché sur un bacon américain

## Histoire
Les œufs au lard sont communs dès le XVIIe siècle sans qu'on puisse en démêler l'origine (comme celle des œufs au jambon). Les œufs au lard sur toast sont attestés de longue date en espagnol, Yelgo de Bazquez (1614) dans l'Art de servir les princes mentionne les huevos de tocino (dix ans plus tôt Sancho explique à Don Quijote de la Mancha qu'on doit toujours avoir avec soi du lard et des œufs), au XVIIIe siècle P-L Ginguené parle des «œufs au lard le samedi à la manière espagnole».  En 1547, un certain Jacques Voirier est condamné pour avoir mangé sans autorisation des œufs au lard pendant le carême .
En 1755 Joseph Menon donne la première recette:  «Coupez une demi-livre de petit lard bien entrelardé en petites tranches minces; mettez le suer dans une casserole, [ ] arrangez-le dans le fond du plat, cassez dessus des œufs comme au miroir, assaisonnez de gros poivre quelques cuillerées de coulis, faites cuire, passez la pelle rouge dessus ; en servant, pressez - y un jus de citron» . Trois ans plus tard, François Marin les fait avec du lard en dés. En langue anglaise, en 1647 le Netherduytch dictionarie mentionne le speck tas eye: pancake made with Eggs and Bacona . Les œufs au bacon apparaissent beaucoup plus tard dans les textes français, en 1898, La Vie Parisienne parle des œufs avec «l'exquis ce lard anglais, quand il est bien saisi, croquant, crisp, comme ils disent».

## La préparation

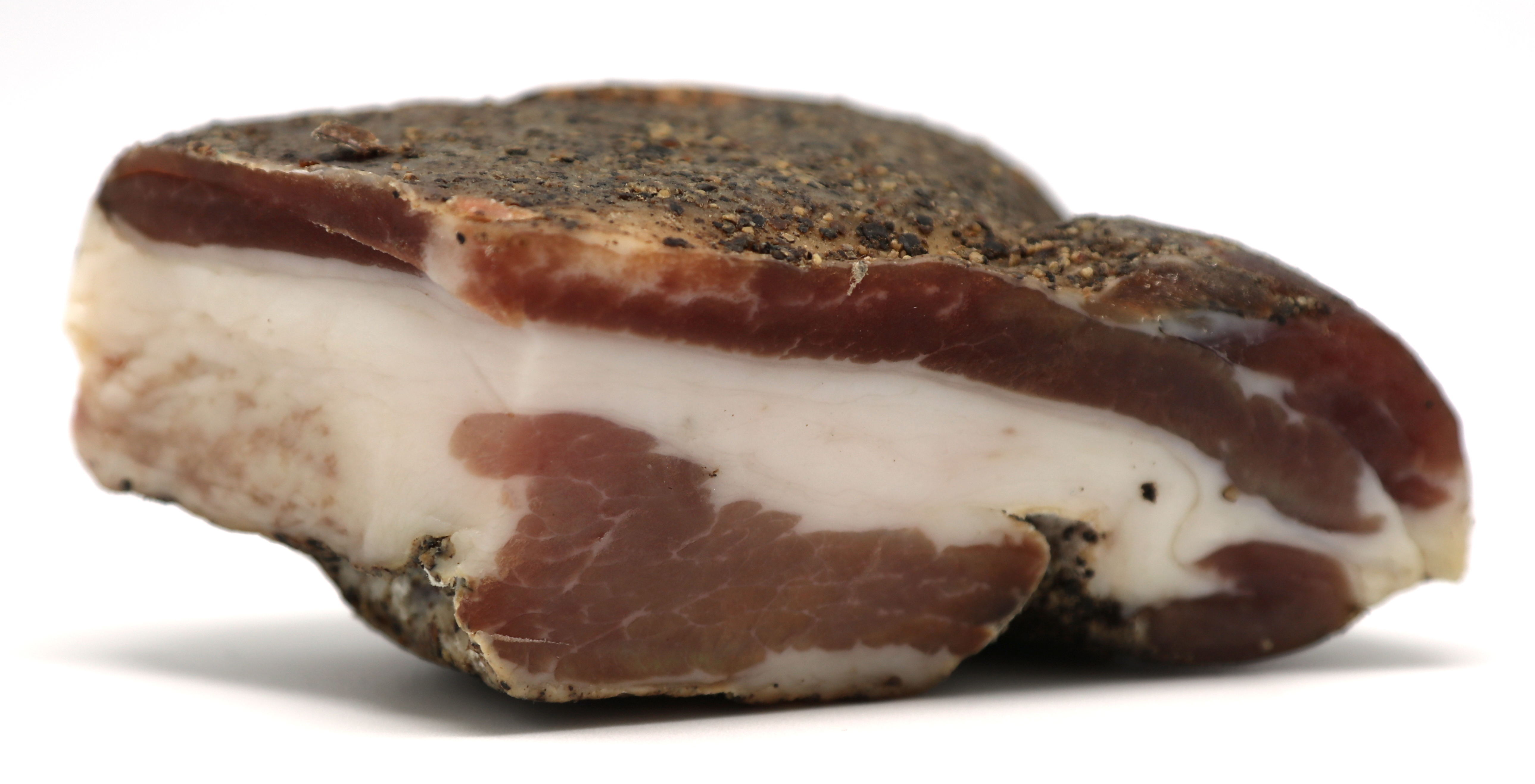
Guanciale, lard romain de joue de porc.

Les œufs sont cuits au plat, frits, pochés, chemisés, le plus souvent séparément du lard qui est grillé, frit où doré à la poêle. Les œufs ne doivent pas être trop cuits pour rester tendres. Les dresser sur une tartine de pain frit au beurre est recommandé même en temps de privation. En fin de cuisson on peut couvrir la poêle ou passer les œufs au four pour donner du brillant. 
Joseph Favre (1905) distingue les œufs au lard à l'anglaise le lard maigre est cuit dans une poêle, les œufs dans une autre (Favre écrit «Je n'ai jamais fait cuire les œufs dans la même poêle où j'avais fait frire le jambon (sic); parce que le sel, s'exsudant, fait invariablement attacher l'œuf et lorsqu'on veut le servir, on est forcé de casser les jaunes afin de pouvoir les glisser sur le lard) des œufs au lard sur le plat: faire griller le lard d'un côté seulement, on le tourne et on casse les œufs dessus; on les assaisonne de poivre seulement et on met le plat deux minutes dans un four chaud».
A. Bautte utilise du lard fumé, mais admet qu'on peut le remplacer par du lard salé à point. Il écrit encore qu'il «est facultatif de ranger les tranches le lard au fond du plat et de glisser les œufs dessus, mais alors l'effet est moins beau».

### Les variantes

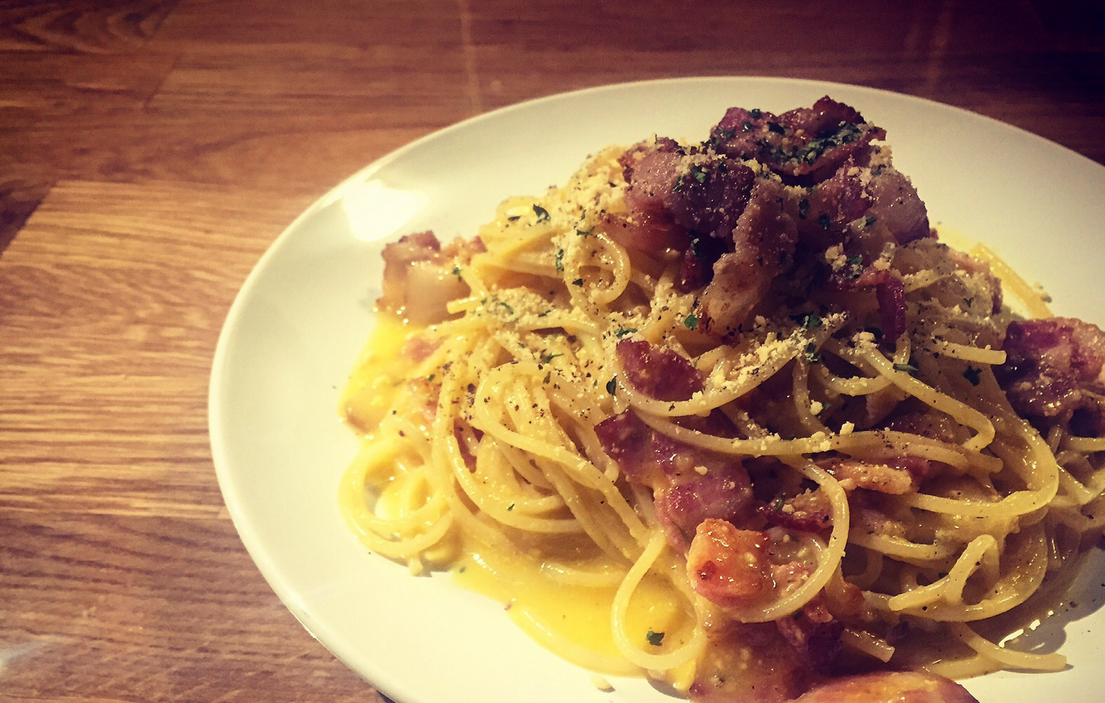
Pasta alla carbonara : lard, œuf, fromage.

- L'omelette au lard est l'alternative la plus fréquente, les œufs battus sont versés sur le lard fondu coupé en dès ou en lardons[31]. Jules Gouffé en donne  une version de grande cuisine: le lard est blanchi à l'eau bouillante, coupé en morceaux de 3 cm sur 1 et sauté au beurre, il est alors mélangé aux œufs battus et le tout est cuit en omelette[32].

- Œufs au lard à la Coigny, Alexandre Dumas (1873) Œufs pochés dans du saindoux; petits croûtons, petit lard coupé en dés ; simplement arrosés d'un filet de vinaigre, et servis chauds[33].

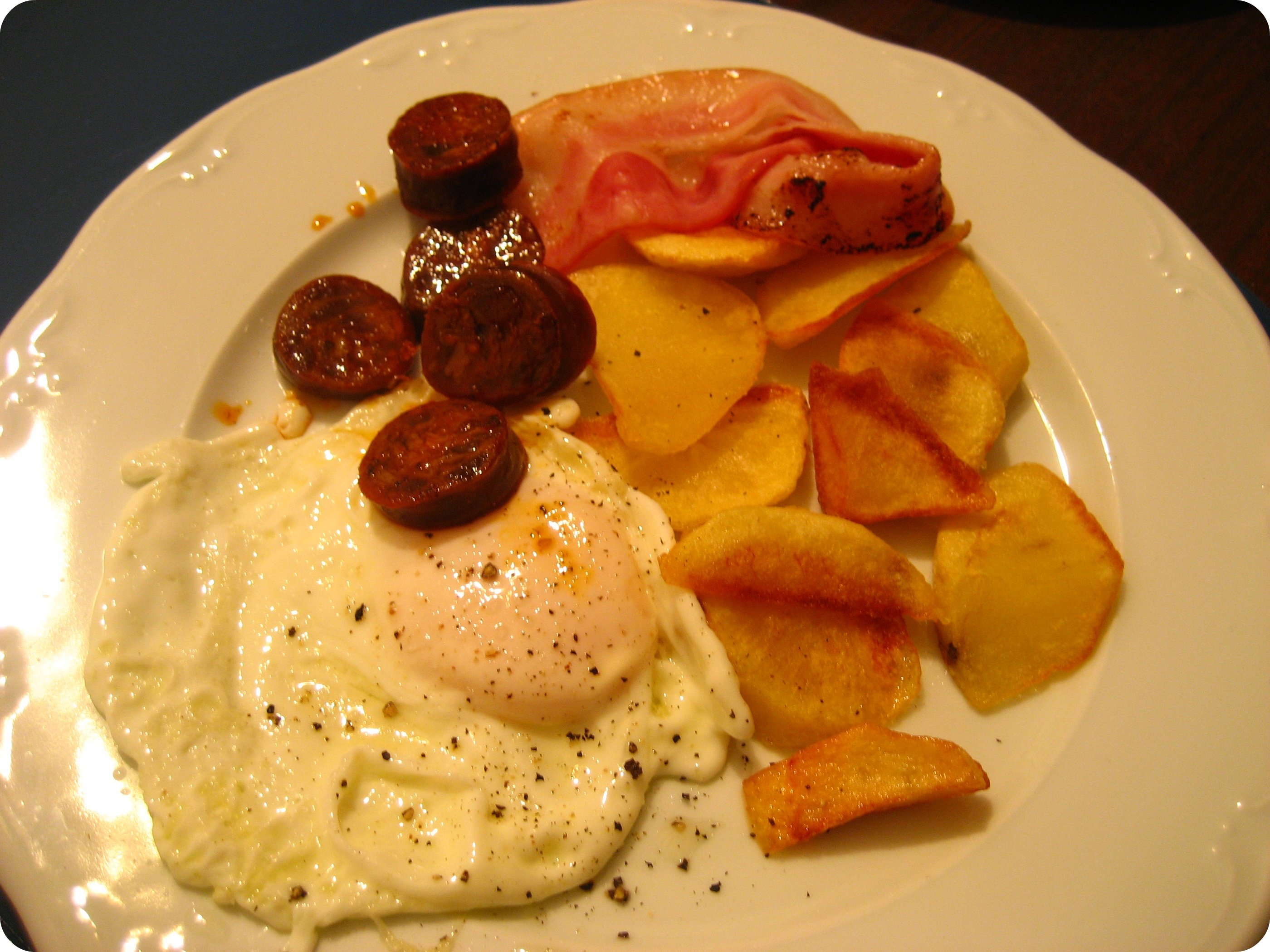
Œuf frit, pomme de terre, chorizo et lard grillé (Espagne)

- Œuf frit, pomme de terre, chorizo et lard grillé (Espagne)Les pâtes à la carbonara sont des spaghetti, de la pancetta ou du guanciale, des œufs et du pecorino romano[34].
- Le lait lardé est fait d'œufs et lard frits ensemble arrosés d’un peu de lait (M-L et M Debesse, La journée d’un boulanger au XIIIe siècle)[35].
- Œufs à la sultane: œufs au lard et au coulis, sauce à base de viande, sucrés, et décorés de pistaches[36].
- Variante ibérique fréquente: les œufs au chorizo, à l'Andalouse[37].

### Que boire avec les œufs au lard?
Lord Byron jeune dînait avec des œufs au lard et une bouteille de bière. Le prince Alexis Soltykoff parcourant l'Andalousie avec du vin de Malaga. Maigret les associe au café, et chez Stevenson le vieux marin balafré de l'auberge de l’Amiral Benbow: «Je suis un homme simple : du rhum et des œufs au lard, il ne m’en faut pas plus».
Les amateurs préconisent des vins faciles, une fraiche piquette, Alex Barker (2002) donne un choix de vins faciles : Sans risque Bourgogne aligoté, Petit Chablis, plus aventureux Bourgogne Passe-tout-grain. 

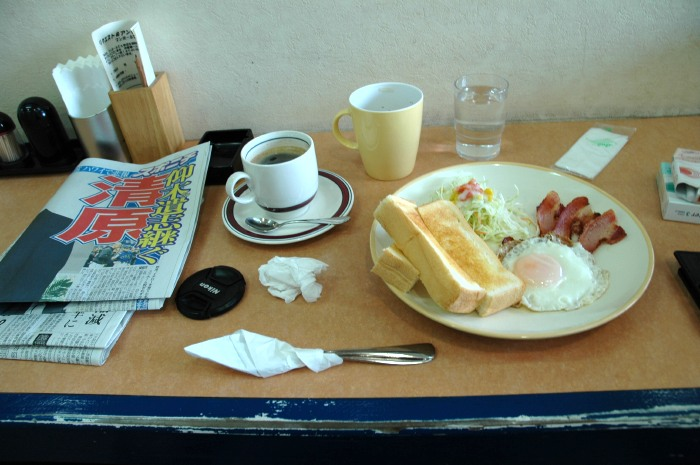
à Okinawa, avec du café

## Littérature
L'association des œufs au lard et du café évoque le petit déjeuner. Les œufs au lard sont un plat familier de Maigret chez George Simenon, qui plusieurs fois évoque leur odeur : «odeur qui m'atteint dans ma mansarde [ ] du lard qui grésille et sur lequel, au moment où nous descendrons, Henriette cassera les œufs»,  «Il mangea, d'abord, les œufs au lard et une des gaufres que Maria avait faites la veille et qui embaumaient toute la maison», «Il lui sourit avec amertume et la suivit dans la salle à manger où Ferchaux venait de s'asseoir tandis que madame Snoek apportait des œufs au lard et du café».
Frédéric Dard en fait largement usage, au petit déjeuner mais pas toujours avec du café : «D'un coup de baguette magique, ma fée Licie dispose devant moi un bol de café-crème fumant, une tartine au miel d'abeille surchoix et un tandem d'œufs au lard poivrés à souhait» «Bérurier réclame son ptit-dej à savoir: une bouteille de vin du Cap avec des croissants, ainsi que des œufs au lard frit».